# Justin Arnol
Justin Clément Arnol est un homme politique français né le 23 novembre 1905 à Huez-en-Oisans (Isère) et mort le 12 mars 1943 à Grenoble.

## Biographie
Instituteur à Chaponnay dans l'Isère, à partir de 1928, il devient ensuite professeur d'école primaire supérieure et s'engage dans le syndicalisme enseignant. Adhérent de la SFIO dès le milieu des années 1920, il est candidat malheureux aux législatives en 1932, puis devient l'année suivante secrétaire de la fédération socialiste de l'Isère, et entre à la commission administrative permanente en 1936, parmi les proches de Paul Faure.
Devenu député de l'Isère lors du Front populaire, il défend la ligne gouvernementale et entame une polémique de plus en plus forte avec les communistes, à tel point que dès 1938, les contacts entre la SFIO et le PCF sont rompus dans son département.
Ayant voté en faveur de la remise des pleins pouvoirs au Maréchal Pétain en juillet 1940, et demeuré partisan de Paul Faure, Justin Arnol écrit ensuite dans le journal L'Effort sportif de Paul Rives, avant de mesurer, dans l'isolement, à quel point il s'était fourvoyé.
Il meurt jeune, à 37 ans, en 1943.

## Sources
- « Justin Arnol », dans le Dictionnaire des parlementaires français (1889-1940), sous la direction de Jean Jolly, PUF, 1960 [détail de l’édition]
- http://maitron.fr/
- http://www2.assemblee-nationale.fr/sycomore/fiche/(num_dept)/202